# Береговий вал
Береговий вал — форма рельєфу тилового боку пляжу або акумулятивних берегових терас, утворена прибійним потоком.
Берегові вали складені вали галькою, гравієм, піском, в окремих випадках — черепашником. Берегові вали, зазвичай, мають асиметричну форму: з боку моря схил пологий, а з боку суші — крутий.
В яких би умовах не формувався береговий вал, його напрям завжди є напрямом берегової лінії. Повторюваність берегових валів вказує на зміну берегової лінії, а наростання берегових валів свідчить про регресію берегової лінії, і навпаки, розмив — про трансгресію.
Береговий (прибійний) вал (beach ridge), або штормовий пляж (storm beach) — низький видовжений вал, намивається штормовими хвилями і переміщується від пляжевої берми до берега.
Береговий вал складений, зазвичай, грубозернистим піском, гравієм і черепашником. Часто простежується кілька більш або менш паралельних один одному валів. їх іноді помилково вважають дюнними пасмами, що нагадують берегові вали, але здебільшого складені тонкозернистим піском.
Дрібні берегові вали тимчасові і виникають тільки під час загасання штормового хвилювання. Під час наростання шторму вони руйнуються, а матеріал, що їх складає, частково виноситься за межі підводного схилу, а частково переноситься на береговий схил пляжу повного профілю. Отже, відбувається наростання того єдиного великого берегового валу, причому наростання в бік суші. За достатньої кількості відкладів на дні береговий схил пляжу повного профілю, відповідно до наростання валу у висоту, може вийти з-під впливу хвиль і тоді у його морського краю виникне ще один, дещо молодший крупний береговий вал, розвиток якого відбуватиметься вищеописаним шляхом. Отже, у процесі розвитку акумулятивного берега може утворитися ціла серія давніх берегових валів. Аналіз їхньої будови і взаємного розташування може дати багато цінного для вивчення історії формування берега.
Тривалість у часі існування БВ, що утворився з відкладів дна, залежатиме від матеріалу, що його складає, і кліматичних умов. Найкраще зберігаються БВ, складені галькою і черепашником. Під дією вітрів піщані вали розвіюються. Процеси дефляції та еолової акумуляції утворюють у межах валу різні еолові форми. Інколи розвіяні вали вкриваються рослинністю і заростають.